# Suezmax

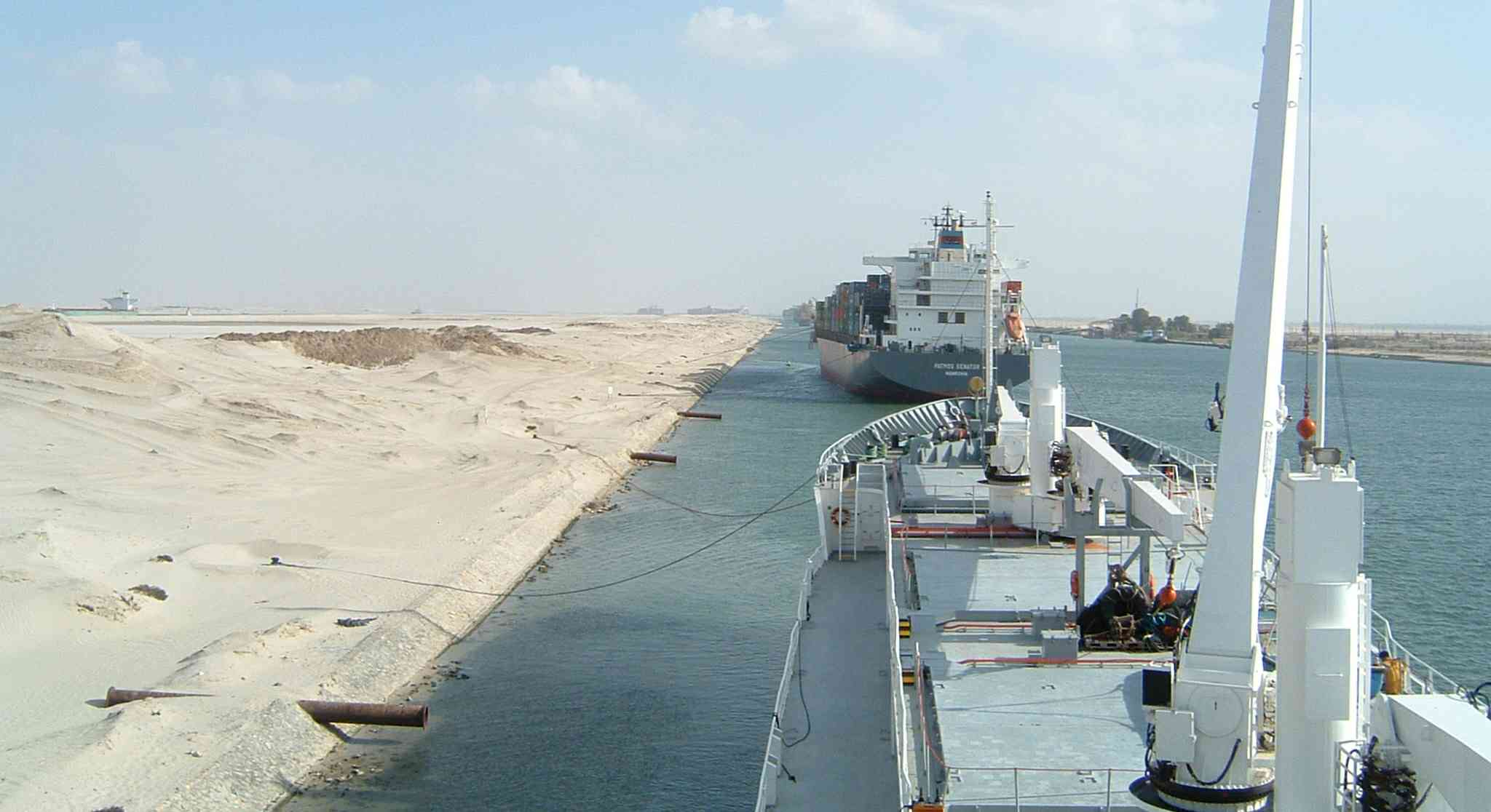
Zwei in El Ballah festgemachte Schiffe während der Suezkanaldurchfahrt

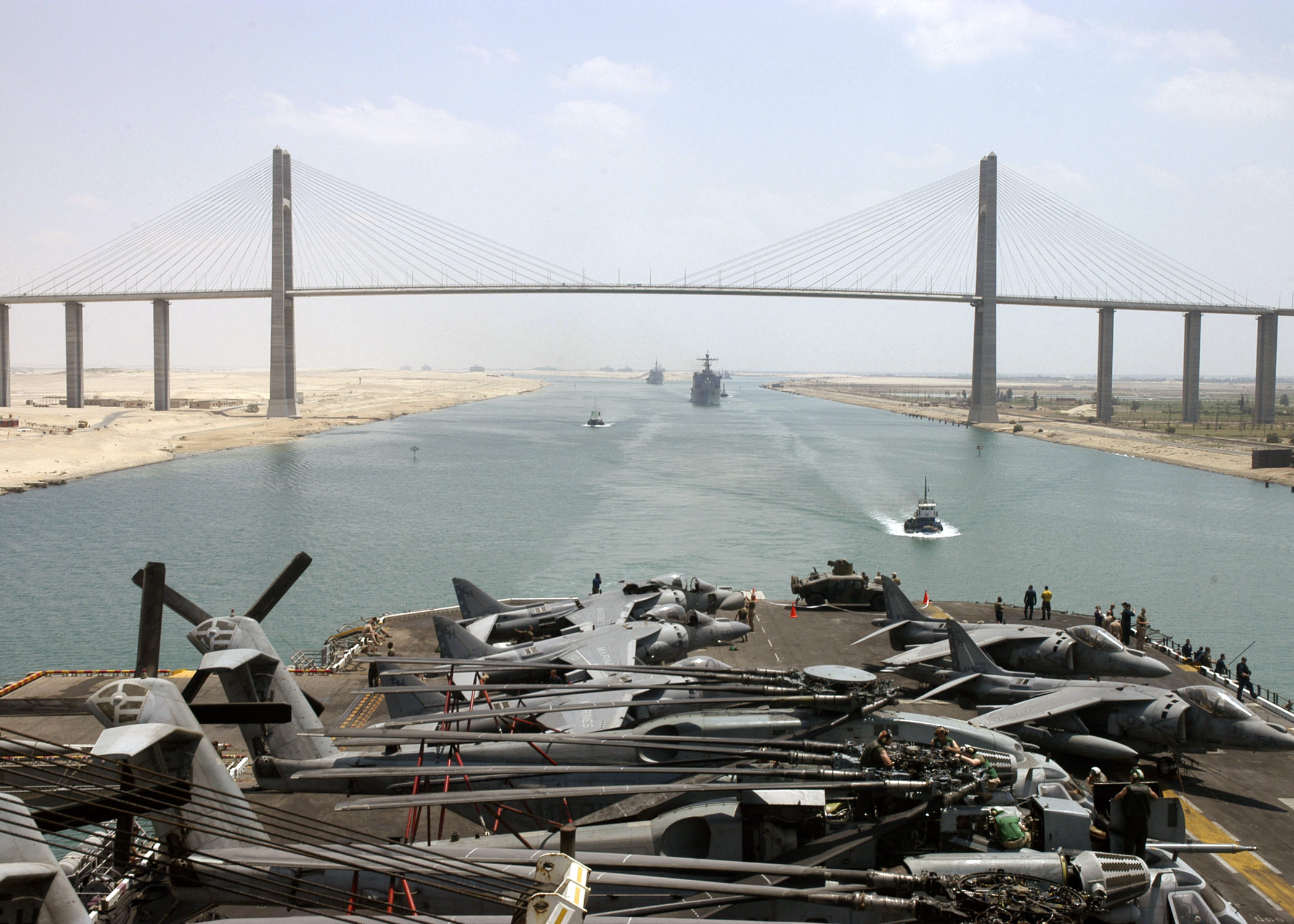
Die 70 Meter hohe Suezkanal-Brücke begrenzt die Maximalhöhe der Suezmax-Schiffe.

Suezmax ist eine Größenangabe für Schiffe. Sie ist definiert durch die maximalen Maße, die für die Durchfahrt durch den Suezkanal in beladenem Zustand zulässig sind. Der Suezkanal erlaubt folgende Maße:
- Tiefgang: 20,1 m (66 Fuß [ft]) (seit Januar 2010)
- Höhe: 68 m
- Breite: 77,49 m (254 ft 3 in)

Da es im Suezkanal keine Schleusen gibt, existiert keine Begrenzung der Länge. Schiffe, denen es nicht möglich ist, den Suezkanal zu passieren, werden unter dem Begriff Capesize zusammengefasst.
Seit der letzten Vertiefung kann der Suezkanal voll beladen von 61,2 % aller Tanker, 92,7 % der Massengutfrachter (Bulk Carrier) und 100 % der Containerschiffe und anderen Schiffe durchfahren werden. Der Begriff Suezmax hat dadurch weitgehend seine praktische Bedeutung verloren.
Auch die Höhenbeschränkung von 68 m ist für einen Großteil der Schiffe nicht relevant. Sie stellt lediglich für Kranschiffe oder Schwergut- bzw. Mehrzweckschiffe mit hoher Decksladung einen begrenzenden Faktor dar.
Sowohl bei Tankern als auch bei Containerschiffen ist in der Regel der Tiefgang der begrenzende Faktor. Bei Tankern entspricht Suezmax etwa 240.000 tdw. Es gibt (Stand 2020) keine Containerschiffe, die diese Grenze erreicht haben (siehe Tabelle Containerschiff#Entwicklung der Schiffsgröße).